# Antsla (comune rurale)
Antsla è un comune rurale dell'Estonia meridionale, nella contea di Võrumaa. Il centro amministrativo è l'omonima città (in estone linn) di Antsla.

## Località
Oltre al capoluogo, il comune comprende due borghi (in estone alevik), Kobela e Vana-Antsla, e 24 località (in estone küla).
- Ähijärve - Anne - Antsu - Haabsaare - Jõepera - Kaika - Kikkaoja - Kollino - Kraavi - Litsmetsa - Luhametsa - Lusti - Madise - Mähkli - Oe - Piisi - Rimmi - Roosiku - Säre - Savilöövi - Soome - Taberlaane - Tsooru - Viirapalu